# Лучезарный город

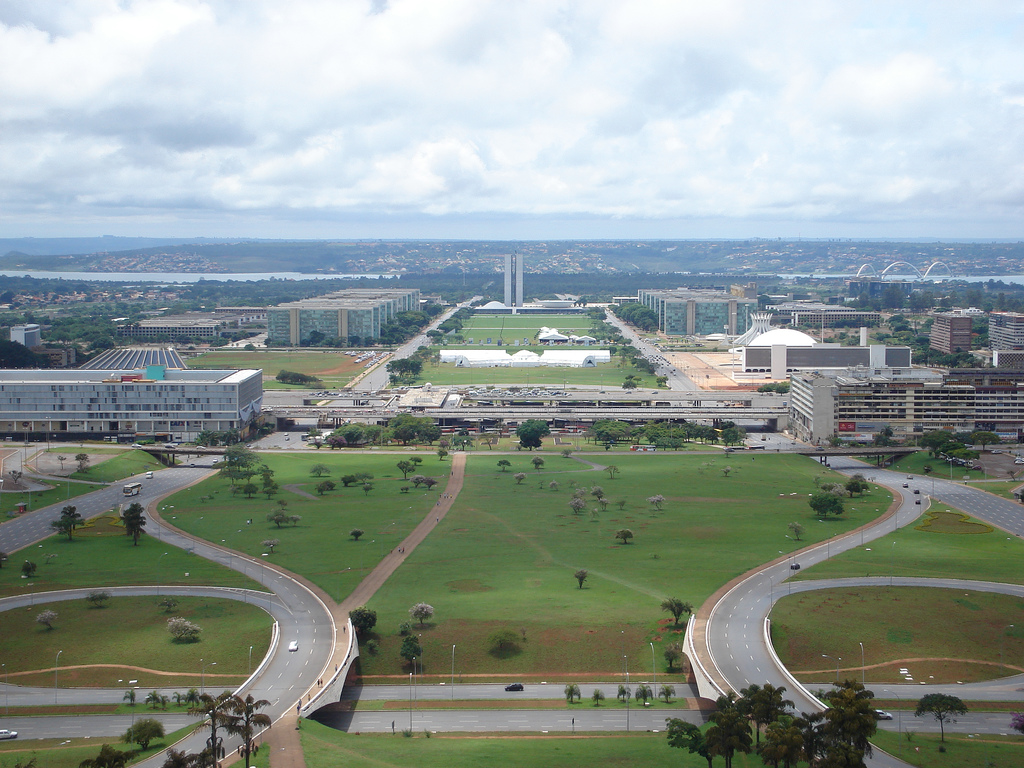
План города Бразилиа основан на принципах Лучезарного города

Лучезарный город (фр. Ville Radieuse) — нереализованный градостроительный проект, разработанный французским архитектором Ле Корбюзье в 1930 году.
Хотя Ле Корбюзье выразил свои идеи относительно идеального города ещё в 1920-х годах в проекте Современный город, во время общения с международными градостроителями он начал работу над Лучезарным городом. В 1930 году он стал активным участником синдикалистского движения и предложил этот проект в качестве социальной реформы.
Принципы Лучезарного города были включены в его более поздний манифест «Афинская хартия», опубликованный в 1933 году.
Этот утопический идеал лёг в основу ряда реальных городских планов в 1930-х и 1940-х годах, кульминацией которых стал проект и строительство первой жилой единицы в Марселе в 1952 году.

## История
В конце 1920-х годов Ле Корбюзье потерял уверенность в большом бизнесе, чтобы реализовать свои мечты об утопии, такие как «Современный город» и План Вуазен (1925). Под влиянием идей линейных городов Артуро Сориа-и-Маты и теорий синдикалистского движения он сформулировал новое видение идеального города. Это была утопическая мечта воссоединить человека в упорядоченной среде. В отличие от радиального дизайна Современного города, Лучезарный город был линейным городом, основанным на особой системе пропорционирования по абстрактной форме человеческого тела с головой, позвоночником, руками и ногами, называемой модулор. Проект содержал идею высотных жилых блоков, свободного перемещения и обильных зеленых насаждений, предложенных в его более ранних работах. Блоки жилья были выложены в длинные очереди, входящие и выходящие. С соответствии с пятью отправными точками современной архитектуры, они имеют ленточное остекление и приподняты на столбах-опорах, имеют плоские крыши-террасы и беговые дорожки на них.
Лучезарный город также отсылается к работе Корбюзье в СССР. В 1930 году он написал 59-страничный «Ответ в Москву», комментируя конкурс в Москве. Отчет содержал рисунки с альтернативной моделью для городского плана. Впервые он продемонстрировал свои идеи на третьем совещании МКСА в Брюсселе в 1930 году (но без московских предложений). Кроме того, он разработал проекты Лучезарной Фермы и Лучезарной Деревни.

## Распространение идеи
На протяжении тридцатых годов Ле Корбюзье распространял свою идею о новом идеальном городе. Обсуждения на четвёртом совещании МКСА на борту корабля «Патрис», направлявшегося в Афины, были включены в книгу Корбюзье «Лучезарный город» (опубликованную в 1933 году). Это, в свою очередь, повлияло на Афинскую хартию.
Между 1931 и 1940 годами Корбюзье выдвинул ряд предложений по градостроительству Алжира. В тот период Алжир был административной столицей французской Северной Африки. Хотя Корбюзье не был официально приглашен разрабатывать план города, он знал, что мэр был заинтересован в нём, поэтому решил попытать счастья. План должен был включать существующую касбу, в то же время учитывать линейный рост растущего населения. Финальный проект, получивший название «Obus Plan», был вариацией Лучезарного города, адаптированной для очень специфической культуры и ландшафта. Он состоял из четырёх основных элементов: административной зоны у воды в двух плиточных бассейнах, выпуклых и вогнутых многоквартирных жилых домов для средних классов на склонах над городом, возвышенной проезжей части на оси север-юг над Касбой и извилистого Виадука с дорогой сверху, извивающего вниз к побережью.
В 1933 году в Немурсе (Северная Африка) он предложил восемнадцать жилых блоков Unité, ориентированных с севера на юг на фоне гор. .
Во время своей поездки в США в 1935 году Корбюзье раскритиковал небоскребы Манхэттена за то, что они слишком маленькие и расположены слишком близко друг к другу. Он предложил заменить все существующие здания одним огромным картезианским небоскребом, оборудованным жилыми и рабочими единицами. Это расчистило бы путь для большего количества парковых насаждений, таким образом соответствуя идеалам Лучезарного города.
Даже в 1940-х годах он пытался привлечь Муссолини и правительство Виши к принятию идеальных городских планов Лучшей возможностью Корбюзье для реализации своих планов был проект города Чандигарх, который он разработал в 1949 году..
С 1945 по 1952 год он занимался проектированием и строительством Unité d’Habitation в Марселе. Unité воплотил в себе конкретные идеи Лучезарного города, разработанные им в Немуре и Алжире.
При разработке плана Бразилиа, архитекторы Лусио Коста и Оскар Нимейер вдохновлялись идеей Лучезарного города.

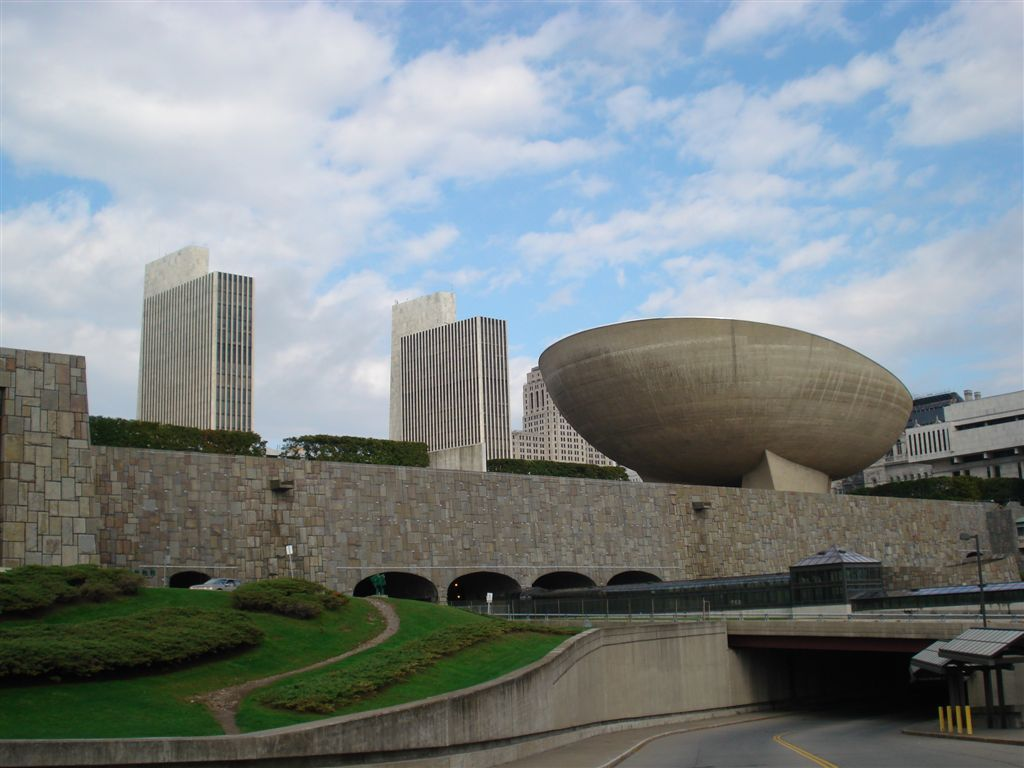
Empire State Plaza, Олбани, Нью-Йорк

## Критика
Новые урбанисты, такие как Джеймс Говард Канстлер, критикуют концепцию Лучезарного города за отсутствие человеческого масштаба и связи с окружающей средой. Это, по словам Льюиса Мамфорда, «здания на стоянке»: «Пространство между высотными зданиями, объединёнными в суперблоки, становятся пустошами, избегаемыми людьми».
Комплекс государственных офисных зданий «Empire State Plaza» в Олбани подвергся критике за приверженность данной концепции. Критик архитектуры Мартин Филлер, цитируемый в «Создании Empire State Plaza», говорит:

Между зданиями и площадкой вообще нет никакой связи, ни на уровне, ни на подиуме, поскольку все остатки существующей площадки были полностью уничтожены. Таким образом, когда вы стоите на самой Площади, возникает жуткое чувство отрешенности. Здания торгового центра угрожающе выглядят, как пришельцы из другой галактики, расположенные на этой мраморной посадочной полосе